# 修士（法学）
修士（法学）（しゅうし ほうがく）（LL.M.）は、修士の学位であり、法学を専攻分野として修めることによって、日本で授与されるものである。1991年以前の日本では、学位規則により個別の学位の名称が定められていたので、法学修士（ほうがくしゅうし）という修士の学位が授与されていたが、これは、現在の「修士（法学）」とほぼ同じものである。
日本以外の国と日本とでは学位制度に違いがある。例えば、アメリカのロースクールでは、外国人を対象としたプログラムを1年間履修することでLL.M.（Legum Magisterの略）という学位が与えられるが、これは論文審査をへて与えられる学位である日本の修士（法学）とは異なる。アメリカ合衆国国内のロースクール進学者は、大学・教養学部（B.A.・B.S.）または法学部に3年間9ヶ月または4年間在学してL.L.B.（法学士）の学位を取得してさらに法科大学院・ロースクールに3年間在学してJ.D.（法務博士）の学位を取得して、論文執筆のクラスを履修してLL.M.（法学修士）を取得し、次にS.J.D.（法学博士）の取得を目指す。